# Marinero (canción)
«Marinero» es una canción del cantante colombiano Maluma. Fue lanzada el 4 de mayo de 2018, como el único sencillo promocional de su tercer álbum de estudio F.A.M.E. (2018). Fue escrita por Maluma, Bryan Lezcano, Kevin Jiménez y Edgar Barrera, y fue producido por Edge. El sencillo alcanzó el puesto 27 en la lista Hot Latin Songs de Billboard y en el puesto 51 en la lista de canciones en español de PROMUSICAE en España.

## Video musical
El video musical de "Marinero" se estrenó el 4 de mayo de 2018 en la cuenta Vevo de Maluma en YouTube. Grabado En Las Vegas Fue dirigido por Miko Ho y el mismo Maluma. El video musical comienza cuando Maluma ingresa a un establecimiento que parece ser un bar. Luego se sienta rápidamente en una mesa y un camarero le entrega inmediatamente una botella de licor. Cuando Maluma se prepara para tomar un sorbo de la botella que se le entregó, decide quitarse las gafas de sol que llevaba puestas durante todo el video hasta este momento. Luego se revela que los ojos de Maluma están llenos de lágrimas, lo que implica que el cantante se encuentra en un estado actual de melancolía. Luego se desplaza alrededor de la barra hasta que decide subirse al escenario para cantar momentáneamente hasta que el peso de sus sentimientos llega a él y se desploma en el escenario para encender un cigarro. El video luego termina con Maluma llorando y saliendo del edificio.

## Posicionamiento en listas
| Lista (2018)                     | Mejor posición |
| -------------------------------- | -------------- |
| Argentina (Argentina Hot 100)    | 79             |
| Bolivia (Monitor Latino)         | 13             |
| España (PROMUSICAE)              | 51             |
| Estados Unidos (Hot Latin Songs) | 27             |

| Lista (2018)               | Posición |
| -------------------------- | -------- |
| Argentina (Monitor Latino) | 90       |

## Certificaciones
| País   | Organismo certificador | Certificación | Ventas certificadas | Ref.  |
| ------ | ---------------------- | ------------- | ------------------- | ----- |
| México | AMPROFON               | 2× Platino    | 120,000             | [ 8 ] |

## Historial de lanzamiento
| Páis    | Fecha             | Formato | Disquera   | Ref. |
| ------- | ----------------- | ------- | ---------- | ---- |
| Mundial | 4 de mayo de 2018 | Digital | Sony Music |      |